# Marco della Repubblica Democratica Tedesca
Il marco della Repubblica Democratica Tedesca (Mark der Deutschen Demokratischen Republik) era la valuta della Repubblica Democratica Tedesca, ed è stato sostituito dal marco della Germania Federale con la riunificazione del 1990.
Il suo codice ISO 4217 era DDM. La moneta è stata ufficialmente denominata Deutsche Mark fino al 1964, Mark der Deutschen Notenbank fino al 1967 e Mark der DDR in seguito; era chiamata colloquialmente Mark. Era divisa in 100 Pfennig (Pf).
Nella Germania Federale era anche chiamato Ostmark (marco dell'est).

## Storia
Il 21 giugno 1948, il Reichsmark e il Rentenmark furono aboliti nelle zone di occupazione occidentale e sostituiti con il Deutsche Mark emesso dalla Bank deutscher Länder (poi Deutsche Bundesbank). Poiché il Reichsmark aveva ancora corso legale nella zona d'occupazione sovietica, la valuta passò all'est dall'ovest dove non aveva più valore. Questo fenomeno causò una improvvisa inflazione che rese le riserve private di banconote praticamente senza valore in pochissimo tempo. Come misura di emergenza i sovietici sovrastamparono dei sigilli su quei Reichsmark e Rentenmark per i quali i possessori riuscivano a provare la provenienza. Solo questi marchi furono cambiati quando la Deutsche Notenbank emise il nuovo marco orientale con la successiva inevitabile riforma. Le banconote provvisorie furono stampate pochi giorni dopo il cambio effettuato nella Trizone.
Nel luglio 1948 fu stampato una serie completamente nuova di marchi. Questi mantennero il nome ufficiale di Deutsche Mark fino al 1964, ma era chiamato, specialmente nell'ovest Ostmark, cioè marco dell'est. Per molti anni in seguito la valuta fu denominata Mark der Deutschen Notenbank (MDN).
Con le modifiche costituzionali del 1968 e del 1974, la leadership della Rdt si allontanò dall'obbiettivo iniziale di un'unificazione delle Germania usando l'espressione "... della Rdt" là dove in precedenza usavano semplicemente "tedesco/a ...". In questo modo il nome della valuta fu cambiato da MDN a Mark der DDR (M), cioè "marco delle Rdt", e il nome della banca di Stato da Deutsche Notenbank a Staatsbank der DDR. Le monete coniate prima del cambio di nome, con la legenda Deutsche Mark (cioè le monete da 1 e 2 DM), continuarono a circolare per diversi anni, ma furono gradualmente sostituite dalle monete dei primi anni 1980 con la legenda Mark.
La valuta fu ufficialmente fissata dal governo della Rdt alla pari con il marco della Germania federale, ma non fu mai convertibile liberamente.
Con la norma chiamata Zwangsumtausch o Mindestumtausch) i visitatori della Rdt erano obbligati a cambiare una somma pari a 25 marchi federali in marchi Rdt al tasso ufficiale per ogni giorno di permanenza. Al mercato nero tuttavia il tasso era tra i 5 e i 10 M per un marco federale. Il marco Rdt non poteva essere usato nei negozi Intershop; erano accettate solo monete forti o Forumscheck.
Con l'introduzione del marco tedesco nella Repubblica democratica tedesca il 1º luglio 1990, il marco Rdt fu convertito alla pari per salari, prezzi e depositi bancari fino a 4.000 marchi a persona, esclusi i bambini (meno) e i pensionati (più). Somme superiori di depositi, debiti aziendali e affitti di case furono convertiti da un tasso 2:1 mentre il cosiddetto "denaro speculativo", acquistato poco prima dell'unificazione fu convertito con un tasso di 3:1. Questo tasso di cambio aumentato fu considerato un massiccio sussidio per la Germania orientale dal governo della Repubblica Federale Tedesca, e fu giudicato in modo controverso dagli economisti, con qualcuno che sosteneva che il cambio della moneta è stato il modo pratico per unificare rapidamente l'economia tedesca e altri che sostenevano che questo cambio aveva aumentato ulteriormente il disagio della riunificazione tedesca rendendo le aziende della Germania orientale non competitive.
| Valute della RDT             | Valute della RDT | Valute della RDT | Valute della RDT |
| ---------------------------- | ---------------- | ---------------- | ---------------- |
| Nome                         | Abbr.            | Introdotta       | Ritirata         |
| Deutsche Mark                | DM               | 31 ottobre 1951  | 31 luglio 1964   |
| Mark der Deutschen Notenbank | MDN              | 1º agosto 1964   | 31 dicembre 1967 |
| Mark der DDR                 | M                | 1º gennaio 1968  | 30 giugno 1990   |

## Banconote

Marchi della Germania dell'Est.

## Monete
| Monete ufficiali della Repubblica Democratica negli anni 70 e 80 | Monete ufficiali della Repubblica Democratica negli anni 70 e 80 | Monete ufficiali della Repubblica Democratica negli anni 70 e 80 | Monete ufficiali della Repubblica Democratica negli anni 70 e 80 | Monete ufficiali della Repubblica Democratica negli anni 70 e 80 | Monete ufficiali della Repubblica Democratica negli anni 70 e 80 | Monete ufficiali della Repubblica Democratica negli anni 70 e 80 | Monete ufficiali della Repubblica Democratica negli anni 70 e 80 | Monete ufficiali della Repubblica Democratica negli anni 70 e 80 | Monete ufficiali della Repubblica Democratica negli anni 70 e 80 | Monete ufficiali della Repubblica Democratica negli anni 70 e 80 | Monete ufficiali della Repubblica Democratica negli anni 70 e 80 | Monete ufficiali della Repubblica Democratica negli anni 70 e 80 |
| Immagine                                                         | Immagine                                                         | Valore                                                           | Parametri tecnici                                                | Parametri tecnici                                                | Parametri tecnici                                                | Parametri tecnici                                                | Descrizione                                                      | Descrizione                                                      | Descrizione                                                      | Data di                                                          | Data di                                                          | Data di                                                          |
| Diritto                                                          | Rovescio                                                         | Valore                                                           | Diametro                                                         | Spessore                                                         | Massa                                                            | Composizione                                                     | Bordo                                                            | Diritto                                                          | Rovescio                                                         | prima coniazione                                                 | emissione                                                        | decadenza                                                        |
| ---------------------------------------------------------------- | ---------------------------------------------------------------- | ---------------------------------------------------------------- | ---------------------------------------------------------------- | ---------------------------------------------------------------- | ---------------------------------------------------------------- | ---------------------------------------------------------------- | ---------------------------------------------------------------- | ---------------------------------------------------------------- | ---------------------------------------------------------------- | ---------------------------------------------------------------- | ---------------------------------------------------------------- | ---------------------------------------------------------------- |
|                                                                  |                                                                  | 1 Pf                                                             | 17 mm                                                            |                                                                  | 0,75 g                                                           | alluminio                                                        | liscio                                                           | valore                                                           | martello e compasso                                              |                                                                  |                                                                  |                                                                  |
|                                                                  |                                                                  | 5 Pf                                                             | 19 mm                                                            |                                                                  | 1,10 g                                                           | alluminio                                                        | liscio                                                           | valore                                                           | martello e compasso                                              |                                                                  |                                                                  |                                                                  |
|                                                                  |                                                                  | 10 Pf                                                            | 21 mm                                                            |                                                                  | 1,50 g                                                           | alluminio                                                        | liscio                                                           | valore                                                           | martello e compasso                                              |                                                                  |                                                                  |                                                                  |
|                                                                  |                                                                  | 20 Pf                                                            | 22,2 mm                                                          |                                                                  | 5,4 g                                                            | ottone                                                           | liscio                                                           | valore                                                           | martello e compasso                                              |                                                                  |                                                                  |                                                                  |
|                                                                  |                                                                  | 50 Pf                                                            | 23 mm                                                            |                                                                  | 2,0 g                                                            | alluminio                                                        | liscio                                                           | valore                                                           | martello e compasso                                              |                                                                  |                                                                  |                                                                  |
|                                                                  |                                                                  | 1 M                                                              | 25 mm                                                            |                                                                  | 2,5 g                                                            | alluminio                                                        | liscio                                                           | valore                                                           | martello e compasso                                              |                                                                  |                                                                  |                                                                  |
|                                                                  |                                                                  | 2 M                                                              | 27 mm                                                            |                                                                  | 3,0 g                                                            | alluminio                                                        | liscio                                                           | valore                                                           | martello e compasso                                              |                                                                  |                                                                  |                                                                  |